# Mont Mekunnai
Le mont Mekunnai (目国内岳, Mekunnai-dake) est un volcan andésitique du groupe volcanique Niseko à la limite entre Iwanai et Rankoshi en Hokkaidō au Japon. Le mont Mekunnai est un cône pyroclastique, composé pour l'essentiel de roche mafique non-alcaline. La roche, datée de 700 000 à 13 000 ans, est plus récente que celle du mont Raiden voisin, mais plus ancienne que celle de la section orientale du groupe volcanique Niseko.